# Кундузлутамак
Кундузлутама́к (рос. Кундузлутамак) — село у складі Тоцького району Оренбурзької області, Росія.

## Населення
Населення — 2 особи (2010; 21 у 2002).
Національний склад (станом на 2002 рік):
- татари — 100 %